# Aussoue
Die Aussoue ist ein Fluss in Frankreich, der in der Region Okzitanien verläuft. Sie entspringt am Rande des Plateau von Lannemezan, im Gemeindegebiet von Lilhac, entwässert generell in nordöstlicher Richtung durch ein dünn besiedeltes Gebiet und mündet nach 34 Kilometern knapp südwestlich von Labastide-Savès, an der Grenze zur benachbarten Gemeinde Samatan, als rechter Nebenfluss in die Save. Auf ihrem Weg durchquert die Aussoue die Départements Haute-Garonne und Gers.

## Orte am Fluss
(Reihenfolge in Fließrichtung)
- Salherm
- Saint-Frajou
- Coueilles
- Frontignan-Savès
- Montégut-Savès